# Antirrhinum graniticum
Antirrhinum graniticum es una especie de la familia de las plantagináceas. 

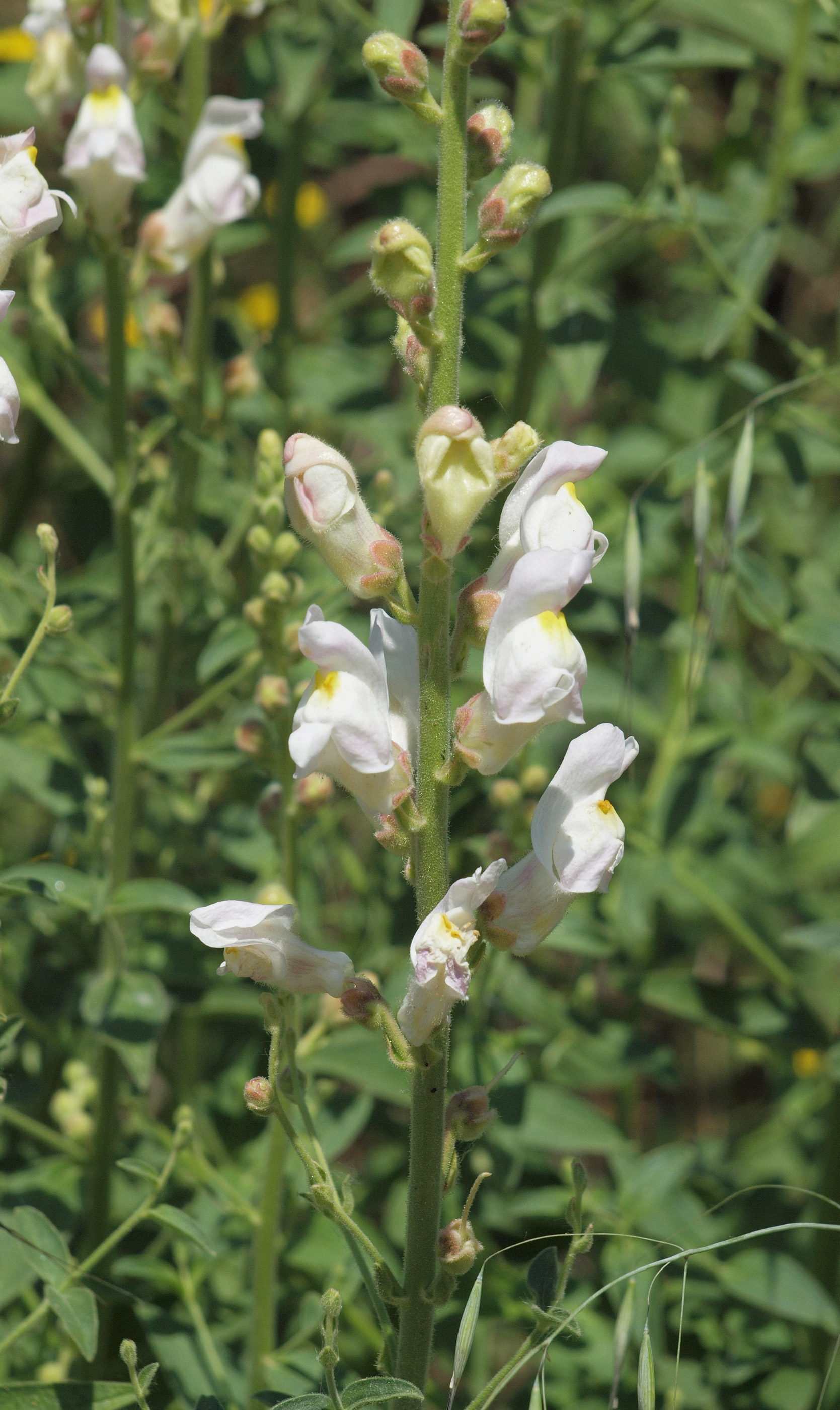
Vista de la planta

## Descripción
Planta herbácea, vivaz, pegajosa, de tallos más o menos erectos, que puede comportarse incluso como trepadora. Hojas ovales u oblongo-lanceoladas, opuestas las inferiores y alternas las superiores. Flores rosadas o blanquecinas, anaranjadas en la parte de la bolsa. Florece durante todo el verano.

## Hábitat
Roqueros y pedreras

## Distribución
Centro de la península ibérica.

## Taxonomía
Antirrhinum graniticum fue descrita por Werner Hugo Paul Rothmaler y publicado en Boletim da Sociedade Broteriana, sér. 2 13: 279. 1939.
Etimología
Antirrhinum: nombre genérico que deriva de las palabras griegas anti = "como" y rhinon = "nariz," a causa de que las flores parecen apéndices nasales.
graniticum: epíteto latino que significa "de granito".
Sinonimia
- Antirrhinum hispanicum subsp. graniticum (Rothm.) Smythies in Englera 3: 500 (1986)
- Antirrhinum boissieri Rothm. in Feddes Repert. Spec. Nov. Regni Veg., Beih. 136: 88 (1956)
- Antirrhinum graniticum subsp. boissieri (Rothm.) Valdés in Lagascalia 14: 91 (1986)
- Antirrhinum graniticum subsp. brachycalyx D.A.Sutton, Rev. Antirrhin. 83 (1988)
- Antirrhinum hispanicum var. latifolium Bourg. ex Lange in Willk. & Lange, Prodr. Fl. Hispan. 2: 584 (1870)

## Nombres comunes
- Castellano: boca de dragón, boquitas de conejo, conejicos, conejitos, conejitos muertos, pegamoscas,  pata de gallina, zapaticos de la Virgen.[6]